# یو شیوتانی
یو شیوتانی (به ژاپنی: 塩谷優،  زادهٔ ۲۷ اکتبر ۲۰۰۱) یک کشتی‌گیر فرنگی‌کار اهل کشور ژاپن است.
از افتخارات وی می‌توان به کسب مدال برنز قهرمانی کشتی جهان ۲۰۲۲ اشاره کرد.

## فعالیت حرفه‌ای

### قهرمانی کشتی جهان ۲۰۲۲
شیوتانی در وزن ۵۵ کیلوگرم کشتی فرنگی قهرمانی کشتی جهان ۲۰۲۲ بلگراد شرکت کرد، او در مسابقه اول و دوم لیو جیاهائو از چین و کوریون صحرادیان از اوکراین را مغلوب کرد اما در مسابقه بعد به الدانیز عزیزلی از آذربایجان باخت و با توجه به حضور این کشتی‌گیر در فینال، به دیدار شانس مجدد رفت. او در مرحله شانس مجدد جیووانی فرنی از ایتالیا را شکست داد و به دیدار رده‌بندی رسید. وی در این دیدار مکس نوری از آمریکا را شکست داد و مدال برنز را بدست آورد.